# Club Korfbal Vacarisses
El Club Korfbal Vacarisses (CK Vacarisses) és un club de corfbol català, fundat l'any 2004, amb la base de l'antic equip de l'Autònoma, campió de Lliga fins aleshores. És un dels equips que ha aconseguit més títols en competicions catalanes: ha disputat diverses vegades la Copa d'Europa i ha aconseguit classificar-se per la fase final a l'edició de l'any 2010. L'equip sènior participa des de la seva fundació a la Lliga Nacional de la Lliga Catalana de Korfbal. També compta amb un equip filial, el Vacarisses B, que competeix a la Segona Divisió, així com un equip júnior.

## Palmarès
- 6 Lliga Catalana de corfbol: 2004-05, 2005-06, 2006-07, 2007-08, 2008-09, 2009-10
- 4 Copa Catalunya de corfbol: 2004-05, 2005-06, 2007-08, 2008-09